# Patuán
Patuán är en ort i Mexiko.   Den ligger i kommunen Ziracuaretiro och delstaten Michoacán de Ocampo, i den södra delen av landet, 290 km väster om huvudstaden Mexico City. Patuán ligger 1 268 meter över havet och antalet invånare är 1 373.
Terrängen runt Patuán är lite bergig. Runt Patuán är det ganska tätbefolkat, med 78 invånare per kvadratkilometer. Närmaste större samhälle är Uruapan, 14,8 km väster om Patuán. I omgivningarna runt Patuán växer huvudsakligen savannskog.